# Зандбихлер, Герхард
Ге́рхард Зандби́хлер (нем. Gerhard Sandbichler; 14 августа 1957, Инсбрук) — австрийский саночник, выступал за сборную Австрии в середине 1970-х — конце 1980-х годов. Участник трёх зимних Олимпийских игр, призёр и участник многих международных турниров.

## Биография
Герхард Зандбихлер родился 14 августа 1957 года в Инсбруке. Поскольку рядом с его родным городом существовала хорошая санно-бобслейная трасса, с юных лет начал заниматься санным спортом, выступал за местный саночный клуб «Игльс». На международном уровне дебютировал в возрасте восемнадцати лет, на юниорском чемпионате Европы в Имсте финишировал на одноместных санях седьмым. Год спустя побывал на взрослом европейском первенстве в немецком Кёнигсзе, в двойках закрыл там десятку сильнейших, а также принял участие в домашнем чемпионате мира в Игльсе, добрался здесь до восьмой позиции мужской парной программы. В сезоне 1977/78 среди двоек расположился на пятой строке в общем зачёте впервые проведённого Кубка мира, помимо этого, был девятым на чемпионате мира в Имсте и седьмым на чемпионате Европы в Хаммарстранде.
Начиная с 1979 года Зандбихлер решил сконцентрировать все свои усилия исключительно на одиночном разряде и на всех последующих соревнованиях участвовал только в зачёте одноместных саней. На мировом первенстве в Кёнигсзее он пришёл к финишу двенадцатым, тогда как на первенстве Европы в Оберхофе вынужден был довольствоваться семнадцатой позицией. В следующем сезоне поднялся до шестого места в индивидуальной классификации Кубка мира, финишировал восьмым на чемпионате Европы в итальянской Вальдаоре. Благодаря череде удачных выступлений удостоился права защищать честь страны на зимних Олимпийских играх 1980 года в Лейк-Плэсиде, показал близкое к призовым местам время, однако проведённые не совсем точно первые два заезда не позволили ему взойти на пьедестал — в итоге австриец оказался на пятой позиции.
В 1981 году Зандбихлер был двадцатым на чемпионате мира в шведском Хаммарстранде и добрался до шестой строки мирового кубка. Через год финишировал седьмым на чемпионате Европы в Винтерберге, а в списке лучших саночников планеты стал уже четвёртым. На мировом первенстве 1983 года в американском Лейк-Плэсиде показал одиннадцатый результат, тогда как в следующем году был седьмым на чемпионате Европы в Вальдаоре и вновь четвёртым в общем зачёте Кубка мира. Позже прошёл квалификацию на Олимпийские игры 1984 года в Сараево — выступил здесь заметно хуже предыдущего раза, поднялся только до десятого места.
После второй в своей биографии Олимпиады Зандбихлер остался в основном составе национальной команды Австрии и продолжил принимать участие во всех крупнейших международных турнирах. Так, в 1985 году он побывал на чемпионате мира в Оберхофе и финишировал здесь девятым, при этом весьма удачно провёл этапы Кубка мира — разместился в общем зачёте на третьей позиции (это лучший его результат в карьере). Затем впервые за долгое время вернулся в парный разряд, в мировом рейтинге в двойках расположился на шестой строке, на чемпионате Европы в шведском Хаммарстранде приехал к финишу двадцать пятым среди одиночек и одиннадцатым среди двоек. В 1988 году в одиночках занял двенадцатое место на европейском первенстве в Кёнигсзе и отправился на Олимпийские игры в Калгари. На Олимпиаде выступал в обеих дисциплинах: на одноместных санях в первой и второй попытках показал четырнадцатое и пятнадцатое время соответственно, однако перед третьей попыткой был дисквалифицирован; на двухместных санях вместе со своим партнёром Францем Лехляйтнером финишировал двенадцатым. Вскоре после этих соревнований Герхард Зандбихлер принял решение завершить карьеру профессионального спортсмена, уступив место в сборной молодым австрийским саночникам.